# Evadare din coteț
Evadare din coteț (titlu original: Chicken Run) este un film de animație și comedie din anul 2000 produs de studioul DreamWorks Animation și Aardman Animations. Este regizat de Peter Lord  și Nick Park, Vocile sunt asigurate de Julia Sawalha, Mel Gibson, Tony Haygarth, Miranda Richardson, Phil Daniels, Lynn Ferguson, Timothy Spall, Imelda Staunton, și Benjamin Whitrow.